# تاخیر پردازشی
در شبکه‌ای مبتنی بر تعویض بسته‌ای، تأخیر پردازش زمانی است که روترها برای پردازش هدر بسته نیاز دارند. تأخیر در پردازش یک جزء اصلی در تأخیر شبکه است.
در هنگام پردازش یک بسته ، روترها ممکن است خطاهای سطح بیتی داخل بسته را که هنگام انتقال رخ داده‌اند را بررسی کنند و همچنین مقصد بعدی بسته را تعیین کنند. تأخیرهای پردازش در روترهای پرسرعت معمولاً در حدود میکروثانیه یا کمتر است. پس از این پردازش گره‌ای، روتر بسته را به یک صف هدایت می کند که در آن امکان ایجاد تاخیر بیشتر نیز وجود دارد.(تأخیر صف).
در گذشته تاخیر پردازش که در مقابل دیگر اشکال تاخیر شبکه ناچیز بوده، نادیده گرفته می‌شده اما در بعضی سیستم‌ها، مخصوصا وقتی روترها در حال انجام الگوریتم‌های رمزگذاری سنگین یا بررسی یا تغییر محتوای بسته هستند، تاخیر پردازش می‌تواند بسیار زیاد باشد. بازبینی عمیق بسته که توسط بعضی شبکه‌ها برای جستجوی محتوای داخل بسته‌ها به دلایل امنیتی یا دلایل قانونی یا دلایل دیگر انجام می‌شود؛ می‌تواند تاخیر بسیار طولانی ایجاد کند و برای همین فقط در نقاط بازرسی منتخب انجام می‌شود. روترهایی که عمل ترجمه آدرس شبکه را انجام می‌دهند هم تاخیر بیشتر از عادی دارند بخاطر اینکه این روترها باید هم بسته‌های ورودی و هم بسته‌های خروجی را معاینه و تغییر دهند.

## کتابشناسی - فهرست کتب
- شبکه رایانه ای: رویکردی از بالا به پایین توسط Kurose و Ross. چاپ ششم